# Hans Stamm (Elektrotechniker)
Johann Adam „Hans“ Stamm (* 16. August 1908 in Frankfurt/Main; † 27. Februar 1968 in Ilmenau) war ein deutscher Elektroingenieur und Professor für Hochspannungstechnik. Er war von 1953 bis 1962 Gründungsrektor der Hochschule für Elektrotechnik Ilmenau, dem Vorläufer der heutigen Technischen Universität Ilmenau.

## Leben und Wirken
Hans Stamm wurde 1908 in Frankfurt am Main geboren, sein Vater war kaufmännischer Angestellter. Nach dem Besuch von Volksschule und Gymnasium legte er 1927 das Abitur ab und studierte anschließend Mathematik, Physik und Chemie an der Universität Frankfurt am Main. 1934 promovierte er dort am Institut für angewandte Physik mit einer Arbeit zur Theorie der elektrischen Induktionsöfen zum Dr. phil. nat. und arbeitete im gleichen Institut bis 1935 als Assistent. Anschließend war er kurzzeitig wissenschaftlicher Mitarbeiter im elektrischen Prüfamt in Frankfurt am Main sowie Laboringenieur der AEG Zählerfabrik Berlin. 1936 wechselte er nach Dresden zur Transformatorenfabrik Koch & Sterzel, aus der später der VEB Transformatoren- und Röntgenwerk Dresden hervorging. Dort war er ab 1939 Leiter der Projektierung und ab 1946 technischer Direktor. 1943 wurde Stamm Mitglied der NSDAP, 1948 trat er der SED bei.
1952 wurde er zunächst Honorarprofessor und 1953 ordentlicher Professor für Transformatoren und Messwandler an der Technischen Hochschule Dresden. Im gleichen Jahr wurde Stamm als Professor für Hochspannungstechnik an die neu gegründete Hochschule für Elektrotechnik in Ilmenau berufen und zum Rektor ernannt. In seine Amtszeit fiel der Aufbau der Hochschule unter Nutzung der Ressourcen der bisher in Ilmenau befindlichen Fachschule für Elektrotechnik und Maschinenbau und ab 1956 der Aufbau eines neuen Campus am Ilmenauer Ehrenberg. Von 1956 bis 1958 war Stamm zudem Mitglied der SED-Bezirksleitung Suhl, 1957 wurde er in den Forschungsrat der DDR berufen.
1962 bat Stamm um seine Abberufung als Rektor, blieb jedoch Direktor des Instituts für elektrische Isolierstoffe und Hochspannungstechnik in Ilmenau und hatte parallel dazu weiterhin einen Lehrauftrag an der Technischen Universität Dresden. Diese hatte ihm zudem 1961 die Ehrendoktorwürde verliehen.
Hans Stamm starb 1968 im Alter von 59 Jahren in Ilmenau.
Der Campus der Technischen Universität Ilmenau am Ehrenberg trägt seit 1998 seinen Namen, zudem wurde eine Straße in der Nähe des Ehrenbergs Professor-Dr.-Stamm-Straße genannt.

## Publikationen (Auswahl)
- Beiträge zur Theorie der elektrischen Induktionsöfen. Dissertation, Johann Wolfgang Goethe-Universität Frankfurt am Main, Verlag Triltsch, Würzburg 1935.
- Über die Erzeugung hoher Spannungen. In: Wissenschaft und Technik Band 2. Aufbau-Verlag, Berlin 1952.
- Über die Fortleitung elektrischer Energie. In: Wissenschaft und Technik Band 24. Aufbau-Verlag, Berlin 1953.
- Elektrische Giessharze. In: Ausgewählte Probleme der Hochspannungstechnik. VEB Verlag Technik, Berlin 1968.
- Elektronische Messverfahren. In: Ausgewählte Probleme der Hochspannungstechnik. VEB Verlag Technik, Berlin 1970.